# 美頜龍科
美頜龍科（學名：Compsognathidae）是群小型肉食性恐龍，通常有較傳統的外形，生存於侏儸紀到白堊紀。美頜龍科中有四個屬，發現了接近原始羽毛的皮膚痕跡，牠們包括：中華龍鳥、中華麗羽龍（Sinocalliopteryx）、侏羅獵龍、以及美頜龍。證據顯示中華龍鳥與中國美羽龍全身覆蓋者簡單、原始的羽毛，而侏羅獵龍與美頜龍的尾巴與後肢仍覆蓋者鱗片。羽毛可能起源於美頜龍科，而其中有些物種只有覆蓋部分羽毛。
美頜龍科在虛骨龍類裡的演化位置仍未確定，有些人主張美頜龍科是最基礎的虛骨龍類恐龍，而其他人認為牠們屬於手盜龍類。

## 分類爭議
在2003年，奧利佛·勞赫（Oliver Rauhut）將虛骨龍科重新定義，包含：虛骨龍（晚侏儸紀北美洲）、美頜龍（晚侏儸紀歐洲）、中華龍鳥（早白堊紀亞洲）、以及類似美頜龍的小坐骨龍（早白堊紀南美洲）。然而，這個分類方式並未廣泛地被接受。在2005年，保羅·塞里諾（Paul Sereno）指出美頜龍科具有命名優先權，而虛骨龍、嗜鳥龍、以及美頜龍都屬於美頜龍科。